# 姚隆
姚隆（1442年—？），字復亨，號竹菴，江西撫州府臨川縣人，民籍，明朝政治人物。

## 生平
成化七年（1471年）辛卯科江西鄉試第十六名舉人。成化十七年（1481年）中式辛丑科會試第一百十四名，三甲第四名進士。授行人，十八年七月为副使，与給事中林霄一起赍诏封暹罗国王世子国隆勃剌略坤息利尤地为国王。当时出使者多挟赀币与属国交易，姚隆止带一仆，同行馈遗，一无所受。归国后即致仕，益肆力问学，博闻强记，其著述甚富。

## 家族
曾祖姚仁，知州；祖父姚敬；父姚克厚，母蕭氏；繼母謝氏；繼母羅氏。具庆下。兄譜、武。